# Hieracium guaranum
Hieracium guaranum es una especie de planta con flor del género Hieracium, de la familia Asteraceae, orden Asterales.

## Distribución
Hieracium guaranum se distribuye por Francia y España.

## Taxonomía
Fue descrita científicamente por Arv.-Touv. & Gaut.
Tratamiento taxonómico
La especie aparece registrada y publicada en Hieracioth. Hisp.